# Campionato Primavera 2 (calcio femminile)
Il Campionato Primavera 2 è la seconda divisione del campionato italiano femminile di calcio, aperta alle formazioni primavera delle società che prendono parte ai campionati nazionali e regionali.

## Albo d'oro
| Stagione  | Stagione   | Gironi                | Gironi             | Gironi |
| Stagione  | Stagione   | Girone A              | Girone B           |        |
| --------- | ---------- | --------------------- | ------------------ | ------ |
| 2022-2023 | Vincitrice | Sampdoria (1º titolo) | Arezzo (1º titolo) |        |
| 2023-2024 | Vincitrice | Como (1º titolo)      | Napoli (1º titolo) |        |
| 2024-2025 | Vincitrice | Genoa (1º titolo)     | Cesena (1º titolo) |        |

## Storia
È organizzata dal 2022 dal Dipartimento Calcio Femminile della Lega Nazionale Dilettanti, che opera all'interno della Federazione Italiana Giuoco Calcio (FIGC).

## Formula
Vi prendono parte 14 delle squadre partecipanti ai campionati di Serie A e Serie B. Esse sono suddivise in due gironi da sette squadre ciascuno, costituiti in base a criteri di vicinanza geografica. Il campionato si articola in due fasi:
- nella prima fase le squadre di ogni girone s'incontrano tra loro in gare d'andata e ritorno (con formato "simmetrico");
- nella seconda ed ultima fase le squadre s'incontrano nuovamente, ma stavolta in gara unica, con accoppiamenti e sedi differenti da quelli della prima fase.

Ogni squadra avrà dunque disputato 18 partite complessivamente, di cui 9 in casa e 9 in trasferta. Al termine del campionato, la prima squadra classificata di ogni girone (dunque per un totale di due squadre) verrà promossa al Campionato Primavera 1 della stagione successiva.